# Alekséi Apujtin
Alekséi Nikoláyevich Apujtin (del ruso: Алексе́й Никола́евич Апу́хтин), ɐlʲɪkˈsʲej nʲɪkɐˈlajɪvʲɪtɕ ɐˈpuxtʲɪnⓘ; Bóljov, 15 de noviembrejul./ 27 de noviembre de 1840greg. – San Petersburgo, 17 de agostojul./ 29 de agosto de 1893greg. fue un poeta, escritor y crítico ruso.

## Biografía
Apujtin procedía de una antigua familia noble. En su niñez mostró una memoria asombrosa y una gran afinidad por la lectura, especialmente por la poesía. A los diez años sabía de memoria las obras de Pushkin y Lérmontov. Además de estos dos, sus poetas y autores favoritos en los siguientes años incluían a Griboyédov, Baratynski, Tiútchev, Fet, A. Tolstói, L. Tolstói, Turguénev, Dostoyevski y Ostrovski.
En 1852, con sólo 11 años, entró en la Escuela Imperial de Jurisprudencia en San Petersburgo, donde fue compañero de clase de Piotr Ilich Chaikovski, que era de su misma edad, y se hicieron amigos de por vida. El fundador de la escuela, el duque Jorge de Oldenburgo, y el director, Alexander Yazikov, lo tomaron bajo su protección. Se graduó con distinción en 1859. Turgenev y Fet animaron a Apujtin en su trabajo.
Mientras que era educado y cortés en la compañía de mujeres, se convertía en un ocurrente contador de historias en compañía de hombres. Su conversación estaba «plagada de tal ingenio y vestida de forma tan atractiva que, aunque fuese sólo por eso, uno se olvidaba de la frivolidad de su conteenido». Era considerado un niño prodigio y un segundo Pushkin, pero su producción no estuvo a la altura de la expectativa y Apujtin mostró poco interés en hacer dinero de sus escritos. Sólo fue cuando se vio frente a una falta de dinero que hizo un intento de publicar sus poemas, regalando muchos de ellos a sus amigos, que más tarde los recogerían para una antología póstuma.
Su amistad con Chaikovski estuvo marcada por ciclos de desacuerdos, ofensas y reconciliaciones. Apujtin dedicó varios poemas a Chaikovski. Al igual que Chaikovski, Apujtin era homosexual y tenía debilidad por los hombres jóvenes, sufriendo a menudo la pena del amor no correspondido. Pero al contrario que Chaikovski, que nunca admitió públicamente sus intereses amorosos por otros hombres, Apujtin vivía de forma abierta con sus amantes masculinos. Sus preferencias sexuales eran discutidas en sociedad y ridiculizadas por la prensa.
Se hizo funcionario como parte del Ministerio de Justicia. Tras dos años de retiro en el campo (1862–64), comenzó a trabajar para el Ministerio del Interior. Pasó la mayor parte de su vida en San Petersburgo.
Es posible que Chaikovski llegase a conocer a su futura esposa, Antonina Miliukova, gracias a Apujtin. Una de las amigas de Apujtin era la cantante Anastasia Jvostova, que era la cuñada del hermano de Miliukova. Chaikovski conoció a Miliukova en una soirée en casa de Jvostova en 1865, cuando esta solo tenía dieciséis años. En 1892, Chaikovski advirtió a su querido sobrino Vladímir «Bob» Davidov de que Apujtin tenía interés en él. Estaba preocupado de que Apujtin sedujese a Davidov, lo que era una fuente de celos, ya que Chaikovski también estaba interesado en Davidov.
Apujtin sufrió de obesidad, falta de aliento e hidropesía. Falleció el 29 de agosto de 1893, a los 52 años. El gran duque Constantino Constantínovich Románov sugirió a Chaikovski que compusiese un réquiem en honor de Apujtin, inspirado en el poema de Apujtin del mismo nombre. Pero Chaikovski declinó, diciendo que acababa de finalizar su Sexta sinfonía, que transmitía un estado de ánimo parecido al del poema y que temía repetirse, pero también porque no tenía ningún deseo de escribir ningún tipo de réquiem. Chaikovski mismo fallecería súbitamente sólo dos meses después.

## Obra
Siguiendo la tradición de los romances gitanos amorosos, introdujo en el género mucho de su propio temperamento artístico. Seis de sus romances fueron musicados por Chaikovski, entre ellos «Para olvidar tan pronto», «Reina el día» y «Noches frenéticas». Serguéi Rajmáninov fue otro de los compositores que musicaron poemas de Apujtin.
La reputación de Apujtin como poeta se incrementó en 1886, cuando su colección de poemas fue publicada. En 1890 publicó diversas obras de prosa: Historia inacabada, Archivo de la condesa D., Diario de Pavlik Dolski. Su prosa fue alabada por Mijaíl Bulgákov.